# Trichosteleum longisetulum
Trichosteleum longisetulum är en bladmossart som beskrevs av Fleischer 1923. Trichosteleum longisetulum ingår i släktet Trichosteleum och familjen Sematophyllaceae. Inga underarter finns listade i Catalogue of Life.